# قرة حاجي عليا
قرة حاجي عليا هي قرية في مقاطعة ميانة، إيران. عدد سكان هذه القرية هو 60 في سنة 2006.